# Mohamed Ould Ahmed Salem
Mohamed Ould Ahmed Salem (Méderdra, 1970) es un médico y político mauritano, ministro Delegado del primer ministro, de Medio Ambiente y del Desarrollo Sostenible.
Doctor en Medicina por la Universidad de Zaporozhye, Ucrania, completó su formación en Estados Unidos, Brasil y los Países Bajos. Ha sido jefe del servicio médico de Nouadhibou. Desde el 31 de agosto de 2008 es ministro Delegado del primer ministro, de Medio Ambiente y del Desarrollo Sostenible en el gobierno bajo control militar formado tras el golpe de Estado de dicho año.